# Valdigna d'Aosta
Valdigna d'Aosta è stato un comune italiano della Valle d'Aosta.

## Storia
Il comune di Valdigna d'Aosta venne istituito nel 1929 dalla fusione dei comuni di La Salle e Morgex.
Venne soppresso nel 1935 per la ricostituzione dei due comuni; il comune di Morgex assunse la denominazione Valdigna d'Aosta fino al 1946, ritornando poi al nome originario. La Salle, nel periodo 1935-1946, venne invece denominata Sala Dora.